# Can’t Find the Brakes
Can’t Find the Brakes (englisch [Ich] kann die Bremsen nicht finden) ist das zweite Studioalbum der US-amerikanischen Classic-Rock-Band Dirty Honey. Das Album wurde am 3. November 2023 über das bandeigene Label Dirt Records veröffentlicht.

## Entstehung
Im Januar 2023 verließ der Schlagzeuger Corey Coverstone die Band, da er nicht mehr so exzessiv auf Tournee gehen wollte. Er wurde durch Jaydon Bean ersetzt. Mit Bean spielten Dirty Honey zwischen Mitte Januar und Anfang März 2023 den europäischen Teil der California Dreamin’ Tour. Zwischenzeitlich trafen sich die Musiker regelmäßig in dem kleinen Studio des Gitarristen John Notto in Van Nuys. Im April 2023 reiste die Band in die australische Stadt Byron Bay, um mit dem Produzenten Nick DiDia ihr zweites Studioalbum aufzunehmen. DiDia hatte bereits das Debütalbum Dirty Honey produziert, konnte aber wegen der COVID-19-Pandemie nicht in die USA reisen und musste stattdessen über Zoom mit der Band arbeiten.
Bei der Ankunft in Australien waren einige Lieder bereits fertiggestellt, während die Musiker im Studio noch weitere Titel schrieben. Laut Sänger Marc LaBelle ergab sich eine kreative Umgebung dadurch, dass die Musiker im Gegensatz zum Debütalbum physischen Kontakt zum Produzenten hatte. Bassist Justin Smolian ergänzte, dass der neue Schlagzeuger Jaydon Bean als A-cappella-Sänger viel in Sachen Gesangsharmonien beisteuerte, was der Band halt, den Sound zu erweitern. Die Aufnahmen dauerten rund einen Monat.

## Veröffentlichung
Am 8. Juli 2023 veröffentlichte die Band ihre erste Single Won’t Take Me Alive. Der US-amerikanische TV-Sender TNT nutzte das Lied als Titelmusik für ihren Rückblick auf die Stanley-Cup-Playoffs 2023. Das Titellied wurde am 18. August 2023 als zweite Single veröffentlicht. Gleichzeitig wurde das Veröffentlichungsdatum des Albums bekannt gegeben. Am 16. September 2023 wurde das Musikvideo für das Lied Won’t Take Me Alive veröffentlicht, bei dem George Gallardo Kattah Regie führte.
Nach einigen Konzerten im Vorprogramm von Guns N’ Roses im September kündigten Dirty Honey für Oktober bis Dezember 2023 eine eigene Headlinertournee durch Nordamerika mit Austin Meade im Vorprogramm an. Das Albumcover wurde vom Graffitikünstler Kelly „Risk“ Gravel angefertigt.

## Hintergrund
Über den Albumtitel sagte Sänger Marc LaBelle, dass er eine Zeitkapsel im Leben der Musiker darstellt.

„Wir sind konstant in Bewegung und leben jeden Tag von Stadt zu Stadt. Manchmal kann es sich für einen tourenden Musiker anfühlen, als wenn die mit einem Zug unterwegs bist, der mit Höchstgeschwindigkeit fährt und selbst wenn du die Bremsen finden solltest, würdest du wirklich bremsen?“

Das Lied Won’t Take Me Alive wurde von der Tapferkeit und dem Widerstandswillen der Menschen in der Ukraine inspiriert, insbesondere seit dem Russischen Überfall auf das Land. Eine weitere Inspiration holte sich der Sänger Marc LaBelle bei einer Unterhaltung mit einem anderen Touristen an den Resten der Berliner Mauer. Coming Home (Ballad of the Shire) stellt die Frage, ob das zu Hause ein bestimmter Ort oder eine Person ist. Laut Marc LaBelle geht es darum zu wissen, wo man sich am meisten zu Hause fühlt. Das Titellied handelt von einem Mädchen, dass ein Leben in Abhängigkeit führt und damit nicht aufhören möchte.

## Rezeption
Mark Diggins vom Onlinemagazin The Rock Pit schrieb, dass Can’t Find the Brakes „der beste bluesige Hard Rock“ seit The Southern Harmony and Musical Companion von den The Black Crowes wäre. Das Album klingt wie eine Band, „die alles kann“ und auf das man „als einen zukünftigen Klassiker zurückblicken wird“. Diggins vergab 9,5 von zehn Punkten.

## Bestenlisten
| Publikation | Liste                                     | Werk                  | Platz   |
| ----------- | ----------------------------------------- | --------------------- | ------- |
| Loudwire    | The 25 Best Rock + Metal Albums of 2023 1 | Can’t Find the Brakes | J [ 6 ] |
| Loudwire    | The 30 Best Rock + Metal Songs of 2023 2  | Won’t Take Me Alive   | J [ 7 ] |